# ТЕЦ Орадя-Захід
ТЕЦ Орадя-Захід — теплоелектроцентраль на заході Румунії.
Ще з 1903 року на майданчику в центрі Ораді працювала міська електростанція, яку в 1950-х доповнили другим майданчиком з дизель-генераторами та двома малими паровими турбінами загальною потужністю 13 МВт. Втім, коли у 1960-х в місті вирішили створити масштабну систему централізованого опалення, зазначені об'єкти замінили на дві теплоелектроцентралі — ТЕЦ Орадя-Захід та ТЕЦ Орадя-Схід. 
На західному майданчику в 1966-му стали до ладу два парові котли RO-165 продуктивністю по 165 тонн пари на годину, які живили турбіни виробництва угорської компанії Lang потужністю по 25 МВт. До кінця десятиліття їх доповнили котлом BZKG продуктивністю 350 тонн пари та турбіною із протитиском PTKO 55/45 потужністю 55 МВт. У 1971 та 1976 роках ввели в експлуатацію ще два котли BZKG дещо більшою продуктивністю 400 тонн пари на годину, які живили дві турбіни DSL-50 потужністю по 50 МВт, котрі розпочали роботу в 1973-му та 1976-му.
Крім того, для забезпечення пікового попиту в опалювальний сезон встановили п'ять водогрійних котлів виробництва заводу Vulcan потужністю по 116 МВт — в 1969, 1970 (два), 1978 та 1981 роках. А в 1986 майданчик підсилили паровим котлом продуктивністю 269 тонн пари на годину, який мав забезпечувати потреби промислових підприємств.
ТЕЦ спорудили з розрахунку на використання вугілля, для розпалювання якого застосовували мазут. Втім, у 2002-му році повз Орадя проклали газопровід Арад – Медієшу-Ауріт, після чого ТЕЦ почала у зростаючих обсягах використовувати блакитне паливо. Котли № 1 та № 2 повністю перевели на цей новий вид палива, тоді як котел № 3 після модернізації міг працювати як на природному газі, так і на мазуті.
Для видалення продуктів згоряння спорудили два димарі, більший з яких має висоту 180 метрів.
В 2016-му на станції запустили газову турбіну General Electric потужністю 45 МВт, яка живить котел-утилізатор з тепловою потужністю 43 МВт. Крім того, встановили два водогрійні котли виробництва чеської компанії EKOL потужністю по 116 МВт. Для згладжування добових коливань попиту під час опалювального періоду змонтували резервуар-теплоакумулятор об'ємом 9,5 тис. м3.
Зазначена модернізація дозволила вивести з експлуатації більшість застарілого обладнання, окрім блоку № 1. При цьому в 2020-му оголосили про початок розрахованого на два роки проекту, за яким блок № 1 буде замінений чотирма двигунами внутрішнього згоряння загальною електричною потужністю 25 МВт, які живитимуть котли-утилізатори, та двома водогрійними котлами потужністю по 25 МВт.